# Albury, New South Wales
Albury là một thành phố thuộc bang New South Wales, Úc.

## Khí hậu
Mùa đông tại Albany mát mẻ, ẩm ướt trong khi mùa hè khô và nóng. Theo hệ phân loại Köppen, Albury có khí hậu cận nhiệt đới ẩm (Cfa), nhưng cũng có xu hướng của khí hậu Địa Trung Hải (Csa).
| Dữ liệu khí hậu của sân bay Albury        | Dữ liệu khí hậu của sân bay Albury | Dữ liệu khí hậu của sân bay Albury | Dữ liệu khí hậu của sân bay Albury | Dữ liệu khí hậu của sân bay Albury | Dữ liệu khí hậu của sân bay Albury | Dữ liệu khí hậu của sân bay Albury | Dữ liệu khí hậu của sân bay Albury | Dữ liệu khí hậu của sân bay Albury | Dữ liệu khí hậu của sân bay Albury | Dữ liệu khí hậu của sân bay Albury | Dữ liệu khí hậu của sân bay Albury | Dữ liệu khí hậu của sân bay Albury | Dữ liệu khí hậu của sân bay Albury |
| Tháng                                     | 1                                  | 2                                  | 3                                  | 4                                  | 5                                  | 6                                  | 7                                  | 8                                  | 9                                  | 10                                 | 11                                 | 12                                 | Năm                                |
| ----------------------------------------- | ---------------------------------- | ---------------------------------- | ---------------------------------- | ---------------------------------- | ---------------------------------- | ---------------------------------- | ---------------------------------- | ---------------------------------- | ---------------------------------- | ---------------------------------- | ---------------------------------- | ---------------------------------- | ---------------------------------- |
| Cao kỉ lục °C (°F)                        | 46.1 (115.0)                       | 44.8 (112.6)                       | 38.5 (101.3)                       | 34.6 (94.3)                        | 28.8 (83.8)                        | 21.8 (71.2)                        | 20.5 (68.9)                        | 24.3 (75.7)                        | 29.5 (85.1)                        | 36.0 (96.8)                        | 40.9 (105.6)                       | 43.2 (109.8)                       | 46.1 (115.0)                       |
| Trung bình ngày tối đa °C (°F)            | 32.5 (90.5)                        | 31.2 (88.2)                        | 27.8 (82.0)                        | 22.7 (72.9)                        | 17.6 (63.7)                        | 14.0 (57.2)                        | 13.2 (55.8)                        | 14.9 (58.8)                        | 18.0 (64.4)                        | 22.0 (71.6)                        | 26.2 (79.2)                        | 29.6 (85.3)                        | 22.5 (72.5)                        |
| Tối thiểu trung bình ngày °C (°F)         | 16.7 (62.1)                        | 16.2 (61.2)                        | 13.0 (55.4)                        | 8.5 (47.3)                         | 5.5 (41.9)                         | 3.6 (38.5)                         | 3.2 (37.8)                         | 3.5 (38.3)                         | 5.6 (42.1)                         | 8.0 (46.4)                         | 11.7 (53.1)                        | 14.1 (57.4)                        | 9.1 (48.5)                         |
| Thấp kỉ lục °C (°F)                       | 6.0 (42.8)                         | 6.8 (44.2)                         | 4.3 (39.7)                         | 0.6 (33.1)                         | −2.4 (27.7)                        | −3.7 (25.3)                        | −3.5 (25.7)                        | −4.0 (24.8)                        | −1.9 (28.6)                        | −0.5 (31.1)                        | 2.4 (36.3)                         | 4.5 (40.1)                         | −4.0 (24.8)                        |
| Lượng Giáng thủy trung bình mm (inches)   | 39.3 (1.55)                        | 44.8 (1.76)                        | 44.4 (1.75)                        | 42.4 (1.67)                        | 51.5 (2.03)                        | 60.9 (2.40)                        | 64.0 (2.52)                        | 65.9 (2.59)                        | 53.8 (2.12)                        | 47.4 (1.87)                        | 59.7 (2.35)                        | 42.5 (1.67)                        | 609.9 (24.01)                      |
| Số ngày giáng thủy trung bình (≥ 0.2 mm)  | 6.0                                | 5.3                                | 5.3                                | 6.1                                | 9.5                                | 14.0                               | 16.4                               | 13.9                               | 10.6                               | 8.0                                | 8.0                                | 6.6                                | 109.7                              |
| Độ ẩm tương đối trung bình buổi chiều (%) | 28                                 | 33                                 | 34                                 | 41                                 | 54                                 | 64                                 | 64                                 | 57                                 | 53                                 | 45                                 | 39                                 | 30                                 | 45                                 |
| Nguồn: Cục Khí tượng Úc                   |                                    |                                    |                                    |                                    |                                    |                                    |                                    |                                    |                                    |                                    |                                    |                                    |                                    |